# Kandel
Kandel är en stad i Landkreis Germersheim i förbundslandet Rheinland-Pfalz i Tyskland.
Staden ingår i kommunalförbundet Verbandsgemeinde Kandel tillsammans med ytterligare sex kommuner.